# Caxias do Sul
Caxias do Sul (výslovnost [kaˈʃias du ˈsuw]) je město na jihu Brazílie. Má zhruba půl milionu obyvatel (včetně aglomerace přes 700 000) a je po Porto Alegre druhým největším městem spolkového státu Rio Grande do Sul.

## Historie
Místo původně obývali Kaingangové, v roce 1875 zde italští přistěhovalci vybudovali osadu, která dostala název podle brazilského maršála a předsedy vlády Luíse Alvese de Lima e Silva, vévody z Caxias. V roce 1890 se Caxias do Sul stalo samostatnou obcí a v roce 1910 dostalo městská práva. Díky prudkému rozvoji dostalo město přezdívku Pérola das colônias (Perla kolonií).

## Ekonomika
Město se nachází v subtropickém pásmu Atlantického lesa a je centrem hornaté oblasti Serra Gaúcha, proslulé chovem hovězího dobytka. Okolí Caxias do Sul je nejvýznamnější brazilskou vinohradnickou oblastí, každý sudý rok se na přelomu února a března konají vinařské slavnosti Festa de Uva. Rozvíjí se průmysl, největší firmou je výrobce automobilů Marcopolo. Caxias do Sul je také univerzitním městem. Nejvýznamnější památkou je katedrála svaté Terezy z roku 1899.

## Sport
Místní fotbalový tým Esporte Clube Juventude vyhrál v roce 1999 Copa do Brasil.